# Tereszpol-Kukiełki
Tereszpol-Kukiełki – wieś w Polsce położona w województwie lubelskim, w powiecie biłgorajskim, w gminie Tereszpol.
| SIMC    | Nazwa  | Rodzaj    |
| ------- | ------ | --------- |
| 0901996 | Piaski | część wsi |

W latach 1975–1998 miejscowość administracyjnie należała do województwa zamojskiego. 
Wieś stanowi sołectwo gminy Tereszpol. Według Narodowego Spisu Powszechnego (III 2011 r.) liczyła 884 mieszkańcówi była drugą co do wielkości miejscowością gminy Tereszpol.
Wierni Kościoła rzymskokatolickiego należą do parafii św. Stanisława Biskupa Męczennika w Górecku Kościelnym lub do parafii Matki Bożej Częstochowskiej w Tereszpolu.